# Jacques Péricard
Pour les articles homonymes, voir Péricard.
Jacques Péricard, de son vrai nom Joseph Péricard, né le 17 décembre 1876 à Saint-Florentin, Indre, et mort le 18 mars 1944 dans l'Allier, ancien combattant de la Grande Guerre, est un journaliste et écrivain français nationaliste.
Il a épousé en premières noces Marguerite Leroux à Paris, le 3 juin 1911, puis s'est remarié après son veuvage avec Alice Ritte, à Vierzon le 26 août 1917. Il est père de onze enfants, parmi lesquels le journaliste et homme politique Michel Péricard.

## Combattant de 1914-1918
Il effectue son service actif au 90e régiment d'infanterie. Réserviste au 62e régiment d'infanterie territoriale en 1914, il est versé sur sa demande dans une unité d'active, le 95e RI, en octobre 1914. D'abord adjudant, il est nommé sous-lieutenant le 24 mai 1915, pour sa bravoure au Bois-Brûlé où il a crié « Debout les morts ! » le 8 avril. Ce cri est devenu célèbre par la suite, et en 1919 la devise adoptée par le 95e RI est « Debout les morts ».
Il a publié de nombreux ouvrages sur la bataille de Verdun. « Qui n’a pas combattu à Verdun ne connaît rien à la misère humaine », affirme-t-il dans Verdun 1916.
On lui doit également plusieurs romans autobiographiques inspirés de sa vie de soldat. Pour l'ancien soldat et historien Jean Norton Cru (1879-1949), l'œuvre de Péricard n'est que pure fabulation : « Une collection d'anecdotes fantaisistes dont l'auteur souligne le caractère imaginaire par le ton humoristique de son style ».
Après la guerre, Péricard, employé à l'agence Havas, se présente comme le porte-parole des anciens combattants. Il propose en 1921 de ranimer chaque jour la flamme du soldat inconnu, à 18 h 30, par une association d'anciens combattants regroupées en une union d'associations, « La Flamme sous l'Arc de Triomphe ». Catholique pratiquant, il est président de la Ligue des droits du religieux ancien combattant (DRAC). Il collabore aussi à différents journaux (L'Intransigeant, L'Ouest-Éclair, Le Bien public, Le Salut public). En 1922, il lance une publication annuelle, l'Almanach du combattant, qui perpétue le souvenir de la Grande Guerre et défend les droits des anciens combattants. L’Almanach sera encore publié en 1993, après une interruption pendant la Seconde Guerre mondiale.

## Fin de vie
Après la guerre, l’écrivain consacra toute son énergie aux anciens combattants. Il écrivit aussi de nombreux livres sur la bataille de Verdun.
En novembre 1927, il est nommé président d'honneur de l'association des Croix-de-Feu, fondée par Maurice d'Hartoy, qui regroupait à l'origine les titulaires de la Croix de Guerre, et qui deviendra progressivement une ligue nationaliste sous la direction du colonel de la Rocque.
En 1940, son appartement de Saint-Germain-en-Laye est perquisitionné, et c'est sans doute à cette occasion que disparaissent les matrices de la plupart de ses ouvrages, censurés par les autorités allemandes. À la même époque, il devient vice-président de la Légion française des combattants créée par le régime de Vichy.
Comme beaucoup de combattants de 14, il vénérait le maréchal Pétain et cautionna sa politique durant la seconde guerre mondiale. Il mourut cependant en 1944, tué d’une balle allemande en ne s’arrêtant pas à un barrage routier. Les circonstances exactes de sa mort ne sont pas connues et encore moins son état d’esprit envers l’occupant durant la dernière année d’occupation.
Il a droit, en 1944, à des obsèques officielles auxquelles assiste en personne le maréchal Pétain. Il repose au cimetière ancien de Saint-Germain-en-Laye.

## Distinctions
- Chevalier de la Légion d'honneur (16 juin 1920)
- Croix de guerre 1914-1918 avec deux citations
- Croix du combattant volontaire
- Médaille de Verdun

## Œuvres littéraires
- Debout les morts !, première partie, Face à face, Payot, 1916.
- Face à face, souvenirs et impressions d'un soldat de la grande guerre, Payot, 1917.

Prix Montyon de l'Académie française.
- Ceux de Verdun, Payot, 1917.
- Debout les morts !, seconde partie, Pâques rouges, Payot, 1918.
- Un pèlerinage en forêt d'Apremont, Durassié et Cie, 1919.
- J'ai huit enfants. Le roman d'un papa, La Baudinière, 1926.

Prix Fabien de l'Académie française 1927.
- Contes pour mes enfants, Librairie Baudinière.

Prix Sobrier-Arnould de l'Académie française 1930.
- Verdun. Histoire des combats qui se sont livrés sur les deux rives de la Meuse de  1914 à 1918, Librairie de France, 1933.

Prix Montyon de l'Académie française 1934.
- Le soldat de Verdun, La Baudinière, 1937.
- Verdun 1916, Nouvelle Librairie de France ; rééd. 1997.